# Masakr v Dudžajlu
Masakr v Dudžajlu byla událost následující 8. července 1982 po neúspěšném pokusu o atentát na Saddáma Husajna ve středoiráckém šíitském městě Dudžajl, které se nachází 50 km severně od Bagdádu.
Saddám Husajn zde pronesl řeč o místních brancích bojujících ve válce s Íránem a navštívil několik domácností. Poté se vydal na cestu zpět do Bagdádu, když na jeho konvoj zaútočila skupina ozbrojenců a zabila dva ze Saddámových bodyguardů. Krátký boj, který následoval, měl za následek zabití či zajetí všech útočníků. 
Následek útoku byl ten, že v Dudžajlu a v sousedním Baladu bylo zatčeno téměř 400 mužů a stejný počet žen a dětí, kteří byli následně vězněni nedaleko od Bagdádu. Někteří muži byli během mučení nuceni přiznat svou účast na pokusu o atentát. Následně bylo povražděno 140 lidí a stovky dalších poslány do vyhnanství.